# MLST
MLST (англ. Multilocus sequence typing, типирование на основе мультилокусных последовательностей) — это метод генетического типирования организмов, основанный на определении последовательности нуклеотидов определённого набора их генов (локусов). Впервые этот метод был предложен в 1998 году для быстрого и надёжного типирования патогенных бактерий, однако может успешно применяться в отношении любых гаплоидных организмов. Кроме того, на сегодняшний день метод был адаптирован и для типирования диплоидных организмов.

## Принцип метода
Метод основан на установлении нуклеотидной последовательности небольших фрагментов (около 500 пар нуклеотидов) ряда генов и последующем сравнении соответствующих последовательностей у разных организмов. При мультилокусном секвенировании чаще всего анализируют так называемые гены домашнего хозяйства, которые являются необходимыми для протекания реакций основного метаболизма, а значит присутствуют у всех организмов. Эти гены в силу своей исключительной важности для жизнеспособности организма характеризуются относительно низкой скоростью накопления мутаций, многие из которых при этом являются селективно нейтральными. В связи с этим сравнение нуклеотидных последовательностей таких генов позволяет относительно легко устанавливать степень филогенетического родства между популяциями и систематизировать их. Количество локусов, анализируемое в каждом конкретном исследовании, может быть разным, но чаще всего составляет 7—8. Такое количество обеспечивает достаточную разрешающую способность метода и при этом не требует слишком больших затрат труда, времени и средств на анализ.
Технически мультилокусное секвенирование состоит из нескольких этапов. После сбора образцов микроорганизмов, которые должны быть проанализированы, из них выделяют ДНК и амплифицируют участки определённых генов методом полимеразной цепной реакции с использованием подходящих праймеров. Затем последовательность нуклеотидов амплифицированных участков анализируют с помощью автоматических секвенаторов. Полученные данные с помощью специальных программ сравнивают с имеющимися в базах данных и делают выводы о статусе конкретных генов в изучаемых популяциях. В дальнейшем эти данные используют для эпидемиологических и популяционных исследований.

## Преимущества по сравнению с другими методами
Метод мультилокусного секвенирования имеет несколько преимуществ по сравнению с другими, более старыми, методами. В частности, одно из них состоит в большой разрешающей способности метода: секвенирование ДНК позволяет выявлять больше аллельных вариантов, чем, например, электрофоретическое исследование соответствующих белков, которое достаточно широко применялось ранее. Во-вторых, процедуру секвенирования гораздо легче стандартизировать, чем условия многих других методов типирования, что облегчает обмен полученными данными между разными лабораториями, в том числе и через Интернет.